# Dubrovačko primorje
Dubrovačko primorje je općina u Hrvatskoj.

## Općinska naselja
U sastavu općine je 20 naselja (stanje 2006.), to su: Banići, Čepikuće, Doli, Imotica, Kručica, Lisac, Majkovi, Mravnica, Ošlje, Podgora, Podimoć, Slano, Smokovljani, Stupa, Štedrica, Točionik, Topolo, Trnova, Trnovica i Visočani.

## Zemljopis
Ratac je priobalno područje u općini Dubrovačko primorje, smješteno je istočno od Slanoga i graniči s prigradskim naseljima grada Dubrovnika.
Zemljište u Racu je privatno vlasništvo stanovnika Majkova i to prvenstveno stanovnika zaseokâ Grbljave, Kunje Ljuti, Prljevića i Rajkovića. Ranije je veći dio područja Ratca bilo obradivo zemljište gdje su se uzgajale uglavnom masline, rogači, vinova loza i smokve te bob koji je dospijevao za berbu najranije u županiji. Danas je uglavnom posve zapušteno. Razlog je raseljavanje sela zbog nepostojanja pretpostavki za pristojan život – nema tekuće vode. Tomu su pridonijeli i požari koji su posljednjih dvadesetak godina u tri navrata opustošili ovo područje.
Dio stanovnika navedenih zaseoka bavio se i ribarstvom. U Racu već dugo godina postoje ribarski magazini i veliko zajedničko istezalište za barke. Na vrhu brda iznad Raca nalazi se zavjetna crkvica sv. Liberana. Danas u Racu postoji stambeno naselje koje je nastalo u posljednjih tridesetak godina. Uglavnom su to manje kućice domaćeg stanovništva. Dio kućica je stalno nastanjen, a ostatale služe kao kuće za odmor.

## Stanovništvo
Po popisu stanovništva iz 2011. godine, općina Dubrovačko primorje imala je 2170 stanovnika, raspoređenih u 20 naselja:
- Banići – 139
- Čepikuće – 63
- Doli – 189
- Imotica – 122
- Kručica – 34
- Lisac – 36
- Majkovi – 194
- Mravnica – 38
- Ošlje – 120
- Podgora – 19
- Podimoć – 52
- Slano – 579
- Smokovljani – 66
- Stupa – 77
- Štedrica – 58
- Točionik – 23
- Topolo – 154
- Trnova – 44
- Trnovica – 35
- Visočani – 130

Po narodnosti, većina stanovnika su Hrvati (98,99 %).
| broj stanovnika | 4689  | 4496  | 4610  | 4976  | 5271  | 5267  | 4818  | 4781  | 4554  | 4574  | 4263  | 3565  | 2823  | 2378  | 2216  | 2170  | 1636  |
|                 | 1857. | 1869. | 1880. | 1890. | 1900. | 1910. | 1921. | 1931. | 1948. | 1953. | 1961. | 1971. | 1981. | 1991. | 2001. | 2011. | 2021. |

## Uprava
Područje Dubrovačkoga primorja administrativno obuhvaća istoimenu općinu. Općinsko sjedište je mjesto Slano s 579 stanovnika. Općina Dubrovačko primorje pripada Dubrovačko-neretvanskoj županiji.

## Povijest
Važna godina u povijesti Dubrovačkoga primorja je 1399. Te je godine istoimeno područje ušlo u sastav Dubrovačke Republike, te se u istom uspostavljaju upravno-administrativni, ekonomski i ostali okviri slavne Republike. Cijelo je područje proglašeno knežijom čiji knez stoluje u Slanom i ima mandat od 1 godinu. Godine 1806. ovo je područja pretrpjelo velike štete od rata Napoleonove armade s rusko-crnogorskom vojskom.
Nažalost, povijest se ponovila, kad je područje pretrpjelo kaotično uništenje za vrijeme Domovinskog rata pri čemu je lokalno stanovništvo protjerano, a njihovi domovi kao i ostali gospodarski i javni objekti sustavno opljačkani, uništeni, spaljeni, minirani i sl.

## Gospodarstvo
U prvih 9 mjeseci 2014. godine u Dubrovačkom primorju boravilo je 31 127 gostiju i oni su ostvarili 168 168 noćenja. Na turizmu se intenzivno radi, a krajem listopada 2014. očekuje se početak gradnje ACI marine u Slanome. Bit će kapaciteta priveznih mjesta za 200 plovila duljine od 11 do 25 m. Slano ima dva hotela.

## Poznate osobe
- Miho Mihanović
- Nikola Mihanović

## Vanjske poveznice
- službeno mrežno mjesto Općine